# Saison 1974-1975 de la LNH
Saison précédente Saison suivante
La saison 1974-1975 est la 58e saison régulière de la Ligue nationale de hockey. Deux nouvelles franchises sont ajoutées aux seize équipes déjà existantes et le nombre de matchs est porté à 80.

## Saison régulière
Deux nouvelles franchises intègrent la ligue : les Capitals de Washington et les Scouts de Kansas City. Avec l'ajout de ces franchises, la ligue adapte son format et deux nouvelles divisions sont créées. Les deux anciennes divisions Est et Ouest deviennent des associations et sont renommées :
- la division Est devient l'Association Prince de Galles formée des divisions Adams et Norris
- la division Ouest devient l'Association Clarence Campbell formée des divisions Patrick et Smythe.

Les Canucks de Vancouver, qui évoluaient au sein de la division Est, sont déplacés dans l'Association Campbell et finissent premiers de leur division avec 86 points.
Pour la première fois dans la ligue, trois franchises finissent la saison ex æquo à la première place ; les Sabres de Buffalo, les Canadiens de Montréal et les Flyers de Philadelphie totalisent 113 points.

### Classements finaux

#### Association Prince de Galles
| Clt   | Équipe                        | PJ | V  | D  | N  | BP  | BC  | Pts |
| ----- | ----------------------------- | -- | -- | -- | -- | --- | --- | --- |
| +001, | Sabres de Buffalo             | 80 | 49 | 16 | 15 | 354 | 240 | 113 |
| +002, | Bruins de Boston              | 80 | 40 | 26 | 14 | 345 | 245 | 94  |
| +003, | Maple Leafs de Toronto        | 80 | 31 | 33 | 16 | 280 | 309 | 78  |
| +004, | Golden Seals de la Californie | 80 | 19 | 48 | 13 | 212 | 316 | 51  |

| Clt   | Équipe                 | PJ | V  | D  | N  | BP  | BC  | Pts |
| ----- | ---------------------- | -- | -- | -- | -- | --- | --- | --- |
| +001, | Canadiens de Montréal  | 80 | 47 | 14 | 19 | 374 | 225 | 113 |
| +002, | Kings de Los Angeles   | 80 | 42 | 17 | 21 | 269 | 185 | 105 |
| +003, | Penguins de Pittsburgh | 80 | 37 | 28 | 15 | 326 | 289 | 89  |
| +004, | Red Wings de Détroit   | 80 | 23 | 45 | 12 | 259 | 335 | 58  |
| +005, | Capitals de Washington | 80 | 8  | 67 | 5  | 181 | 446 | 21  |

#### Association Clarence Campbell
| Clt   | Équipe                 | PJ | V  | D  | N  | BP  | BC  | Pts |
| ----- | ---------------------- | -- | -- | -- | -- | --- | --- | --- |
| +001, | Flyers de Philadelphie | 80 | 51 | 18 | 11 | 293 | 181 | 113 |
| +002, | Rangers de New York    | 80 | 37 | 29 | 14 | 319 | 276 | 88  |
| +003, | Islanders de New York  | 80 | 33 | 25 | 22 | 264 | 221 | 88  |
| +004, | Flames d'Atlanta       | 80 | 34 | 31 | 15 | 243 | 233 | 83  |

| Clt   | Équipe                   | PJ | V  | D  | N  | BP  | BC  | Pts |
| ----- | ------------------------ | -- | -- | -- | -- | --- | --- | --- |
| +001, | Canucks de Vancouver     | 80 | 38 | 32 | 10 | 271 | 254 | 86  |
| +002, | Blues de Saint-Louis     | 80 | 35 | 31 | 14 | 269 | 267 | 84  |
| +003, | Black Hawks de Chicago   | 80 | 37 | 35 | 8  | 268 | 241 | 82  |
| +004, | North Stars du Minnesota | 80 | 23 | 50 | 7  | 221 | 341 | 53  |
| +005, | Scouts de Kansas City    | 80 | 15 | 54 | 11 | 184 | 328 | 41  |

- Champion de la saison régulière
- Qualifié pour les quarts de finale des séries
- Qualifié pour le tour préliminaire des séries

### Meilleurs Pointeurs
Les 135 points de Bobby Orr lui confèrent son deuxième trophée Art-Ross, il est le seul défenseur de l'histoire de la LNH à avoir gagné ce trophée.
| Joueur            | Équipe              | PJ | B  | A  | Pts | Pun |
| ----------------- | ------------------- | -- | -- | -- | --- | --- |
| Bobby Orr         | Boston              | 80 | 46 | 89 | 135 | 101 |
| Phil Esposito     | Boston              | 79 | 61 | 66 | 127 | 62  |
| Marcel Dionne     | Détroit             | 80 | 47 | 74 | 121 | 14  |
| Guy Lafleur       | Montréal            | 70 | 53 | 66 | 119 | 37  |
| Peter Mahovlich   | Montréal            | 80 | 35 | 82 | 117 | 64  |
| Bobby Clarke      | Philadelphie        | 80 | 27 | 89 | 116 | 125 |
| René Robert       | Buffalo             | 74 | 40 | 60 | 100 | 75  |
| Rod Gilbert       | Rangers de New York | 76 | 36 | 61 | 97  | 22  |
| Gilbert Perreault | Buffalo             | 68 | 39 | 57 | 96  | 36  |
| Richard Martin    | Buffalo             | 68 | 52 | 43 | 95  | 72  |

## Séries éliminatoires de la Coupe Stanley

### Principe
À la suite de la réorganisation de la LNH en quatre divisions, un nouveau format est adopté pour les séries éliminatoires. Les 3 premières équipes de chaque division sont qualifiées pour les séries, les champions de division étant exemptés de premier tour. Lors de ce premier tour joué au meilleur des 3 matchs, les deuxième et troisième équipes des divisions sont classées selon le nombre de points marqués en saison. La première équipe de ce classement rencontre la huitième, la deuxième est confrontée à la septième, la troisième à la sixième et la quatrième à la cinquième.
Pour le deuxième tour, les équipes se rencontrent à nouveau en fonction des résultats de la saison régulière : les Canucks de Vancouver, premiers de leur division sont ainsi exempts de premier tour mais sont ensuite confrontés aux Canadiens de Montréal, une des trois meilleures équipes de la saison.

### Finale de la Coupe Stanley
| 15 mai | Flyers de Philadelphie | 4-1 | Sabres de Buffalo |  |

| 18 mai | Flyers de Philadelphie | 2-1 | Sabres de Buffalo |  |

| 20 mai | Sabres de Buffalo | 5-4 (pr) | Flyers de Philadelphie |  |

| 22 mai | Sabres de Buffalo | 4-2 | Flyers de Philadelphie |  |

| 25 mai | Flyers de Philadelphie | 5-1 | Sabres de Buffalo |  |

| 27 mai | Sabres de Buffalo | 0-2 | Flyers de Philadelphie |  |

Les Flyers de Philadelphie gagnent une deuxième Coupe Stanley consécutive en battant les Sabres de Buffalo sur le score de 4 matchs à 2.

## Récompenses

### Trophées
| Trophée                      | Vainqueur                                               | Équipe                                                  |
| ---------------------------- | ------------------------------------------------------- | ------------------------------------------------------- |
| Trophée Calder               | Eric Vail                                               | Flames d'Atlanta                                        |
| Trophée Lester-B.-Pearson    | Bobby Orr                                               | Bruins de Boston                                        |
| Trophée Art-Ross             | Bobby Orr                                               | Bruins de Boston                                        |
| Trophée Hart                 | Bobby Clarke                                            | Flyers de Philadelphie                                  |
| Trophée Conn-Smythe          | Bernard Parent                                          | Flyers de Philadelphie                                  |
| Trophée Bill-Masterton       | Don Luce                                                | Sabres de Buffalo                                       |
| Trophée Jack-Adams           | Bob Pulford                                             | Kings de Los Angeles                                    |
| Trophée James-Norris         | Bobby Orr                                               | Bruins de Boston                                        |
| Trophée Lady Byng            | Marcel Dionne                                           | Red Wings de Détroit                                    |
| Trophée Lester-Patrick       | Donald M. Clark, William Leroy Chadwick, Thomas N. Ivan | Donald M. Clark, William Leroy Chadwick, Thomas N. Ivan |
| Trophée Vézina               | Bernard Parent                                          | Flyers de Philadelphie                                  |
| Trophée plus-moins de la LNH | Bobby Orr                                               | Bruins de Boston                                        |

| Trophée                      | Équipe                 |
| ---------------------------- | ---------------------- |
| Trophée Clarence-S.-Campbell | Flyers de Philadelphie |
| Trophée Prince de Galles     | Sabres de Buffalo      |
| Coupe Stanley                | Flyers de Philadelphie |

### Équipes d'étoiles
| Position       | Première équipe | Première équipe        | Deuxième équipe | Deuxième équipe        |
| Position       | Joueur          | Équipe                 | Joueur          | Équipe                 |
| -------------- | --------------- | ---------------------- | --------------- | ---------------------- |
| Gardien de but | Bernard Parent  | Flyers de Philadelphie | Rogatien Vachon | Kings de Los Angeles   |
| Défenseur      | Bobby Orr       | Bruins de Boston       | Guy Lapointe    | Canadiens de Montréal  |
| Défenseur      | Denis Potvin    | Islanders de New York  | Börje Salming   | Maple Leafs de Toronto |
| Ailier gauche  | Richard Martin  | Sabres de Buffalo      | Steve Vickers   | Rangers de New York    |
| Centre         | Bobby Clarke    | Flyers de Philadelphie | Phil Esposito   | Bruins de Boston       |
| Ailier droit   | Guy Lafleur     | Canadiens de Montréal  | René Robert     | Sabres de Buffalo      |